# Devil: Rinascita
Devil: Rinascita (Daredevil: Born Again) è un ciclo di storie a fumetti pubblicato dalla Marvel Comics in Daredevil nn. 227-233 del 1986, scritto da Frank Miller e disegnato da David Mazzucchelli. È stato ripubblicato diverse volte in volume, anche in lingua italiana.
La storia narra della caduta in disgrazia di Matt Murdock ad opera di Kingpin e della lenta ricostruzione della sua vita. È considerata da molti uno dei capolavori di Miller, al pari del celebre Il ritorno del cavaliere oscuro, per i temi trattati (come la droga o la pornografia) e per l'interpretazione adulta che Miller dà dei personaggi, in particolar modo la caratterizzazione di Kingpin, Karen Page e Capitan America.

## Trama
Karen Page, ex segretaria dello studio legale Nelson & Murdock ed ex fidanzata di Matt Murdock, dopo aver abbandonato New York per intraprendere una carriera di attrice, in seguito a un breve periodo di successo diventa una tossicodipendente ridotta a recitare in film pornografici in Messico. A corto di soldi, pur di acquistare una dose di eroina rivende l'informazione che Matt Murdock è Devil; tale segreto giunge fino a Kingpin che, nei mesi successivi, usa la sua influenza per fare in modo che l'IRS blocchi i conti di Murdock, che la banca gli sequestri l'appartamento e che l'onorevole poliziotto Nicholas Manolis dichiari di aver visto Murdock corrompere un testimone. Allo stesso tempo, la fidanzata di Murdock, Glorianna O'Breen, lo lascia e inizia una relazione con il suo compagno di legge e migliore amico, Foggy Nelson.
L'immagine pubblica di Murdock è rovinata, pertanto l'uomo, nei panni di Devil, inizia a indagare e scopre che Manolis lo ha incastrato per ottenere delle cure mediche per il figlio gravemente malato; non riuscendo a risalire chi ci sia dietro il complotto, Murdock decide di non denunciare Monolis alle autorità. Nelson difende l'amico in tribunale e impedisce che Murdock venga condannato, ma gli viene impedito di esercitare la sua professione di avvocato: dato che il suo piano non è andato a buon fine, Kingpin fa bombardare l'appartamento di Murdock e ordina l'uccisione di chiunque altro sia a conoscenza della vera identità di Devil. Karen si trova quindi braccata da alcuni sicari, ma riesce a eluderli e si dirige a New York per trovare Matt e ricevere aiuto.
Murdock, ora ridotto a un senzatetto, diventa paranoico e sempre più aggressivo; anche Kingpin subisce un declino mentale, in quanto è ossessionato dal suo desiderio di distruggere Matt e lo fa costantemente pedinare da alcuni subordinati per mantenersi aggiornato sulle sue condizioni. Murdock, assetato di vendetta, va da Kingpin per affrontarlo direttamente in uno scontro fisico, ma viene brutalmente picchiato dal signore del crimine. Per evitare indagini sul suo omicidio, Kingpin inscena la morte di Matt rinchiudendolo in un taxi rubato mentre è privo di sensi e gettandolo in un fiume, ma Murdock riesce a liberarsi e, gravemente ferito, raggiunge la palestra di suo padre a Hell's Kitchen. Qui viene trovato da suor Maggie (la quale è in realtà sua madre biologica), che lo cura.
Intanto, Ben Urich, giornalista del Daily Bugle alleato di Devil, indaga sulle accuse contro Murdock e visita Manolis. Il figlio di quest'ultimo muore durante un'operazione e il poliziotto confessa a Urich di essere stato corrotto e di sospettare che dietro tutto ci sia Kingpin. Un'infermiera di nome Lois, che in realtà è al soldo di Fisk, li scopre e rompe le dita di una mano a Urich e picchia quasi a morte Manolis per indurli al silenzio. Il giornalista resta traumatizzato dall'accaduto, ma Manolis lo chiama dall'ospedale in cui è ricoverato cercando di fargli cambiare idea; Lois interviene strangolando il poliziotto e costringendo Urich a sentire il tutto. Tale atto, però, invece di intimidire ulteriormente Urich, lo scuote, motivandolo a proseguire con le indagini insieme al Daily Bugle e alla polizia.
Per raggiungere New York, Karen si fa dare un passaggio dallo squilibrato criminale Paulo Scorcese, il quale le dà anche eroina in cambio di favori sessuali; una volta in città, però, l'uomo la minaccia in quanto non intende più rinunciare a lei. Karen riesce a contattare Foggy per rintracciare Matt e Nelson la ospita a casa sua per tenerla lontana da Paulo.
Dopo la sparizione di Murdock, Kingpin diventa sempre più ossessionato nella sua intenzione di ucciderlo e usa i suoi contatti militari per prendere ai suoi servizi il folle super soldato Nuke. Per attirare Matt allo scoperto, Fisk fa rilasciare dal manicomio un paziente violento affinché si travesta da Devil e uccida Nelson. A Lois viene ordinato il trasferimento per non farla coinvolgere, ma la donna cerca di uccidere Urich e la moglie, i quali vengono salvati dall'intervento di Devil. Quest'ultimo scopre il complotto per uccidere Foggy e si dirige da lui; nel frattempo, Foggy e Karen vengono attaccati da Paulo (venuto a riprendere Page) e dagli assassini di Kingpin, che hanno l'ordine di eliminare chiunque esca dall'edificio. Murdock ferma il Devil impostore e si ricongiunge con Karen, la quale confessa di aver venduto la sua identità segreta, ma lui la perdona. I due tornano insieme e si trasferiscono in un appartamento abbandonato, dove Karen si disintossica, mentre Murdock trova un lavoro in una tavola calda.
Lois accetta di testimoniare contro Kingpin per ottenere una riduzione della pena, ma viene uccisa da un mandante di Kingpin. Il criminale, pur di far uscire Murdock allo scoperto, ordina a Nuke di dirigersi a Hell's Kitchen e di compiere un massacro tra i civili e il super soldato esegue un assalto tramite un elicottero. Murdock riveste per la prima volta dopo tanto tempo i panni di Devil ed è costretto ad abbattere l'elicottero per impedire ulteriori morti. Nuke però sopravvive e i Vendicatori sopraggiungono per prenderlo in custodia.
Capitan America è turbato dal delirante patriottismo professato da Nuke (ha anche una bandiera statunitense tatuata sul viso) e indaga sul suo passato. Le autorità rifiutano di dargli risposte, pertanto si introduce in file riservati e scopre che Nuke è l'unico soggetto di prova superstite a diversi tentativi di ricreare il siero del super-soldato (soprannominato "Progetto Rinascita"). Nuke si libera dalla custodia e viene recuperato da Capitan America, ma Kingpin ordina l'esecuzione di Nuke e i militari arrivano a impiegare armi nucleari. Devil ruba denaro agli importatori di droga di Kingpin per ricostruire la tavola calda in cui lavorava (andata distrutta nell'attacco), dopodiché preleva Nuke e lo porta al Daily Bugle nella speranza che possa testimoniare contro Kingpin; tuttavia, il soldato muore prima di poter fornire alcuna prova.
Capitan America segue Devil per cercare di riprendere Nuke e si imbatte in uno dei sicari di Kingpin, che fa il nome di Fisk come il responsabile della malavita a Hell's Kitchen, scatenando un'ondata di ripercussioni legali. Sebbene Kingpin riesca e respingere la maggior parte delle accuse, la sua immagine pubblica di uomo d'affari onesto e rispettabile viene rovinata e i suoi sottoposti perdono fiducia in lui. Ormai perso nella sua ossessione di vendetta, ignora il ruolo di Capitan America nella vicenda per giurare vendetta a Murdock. Matt, invece, riprende una vita felice con Karen e continua la sua campagna contro il crimine.

## Produzione

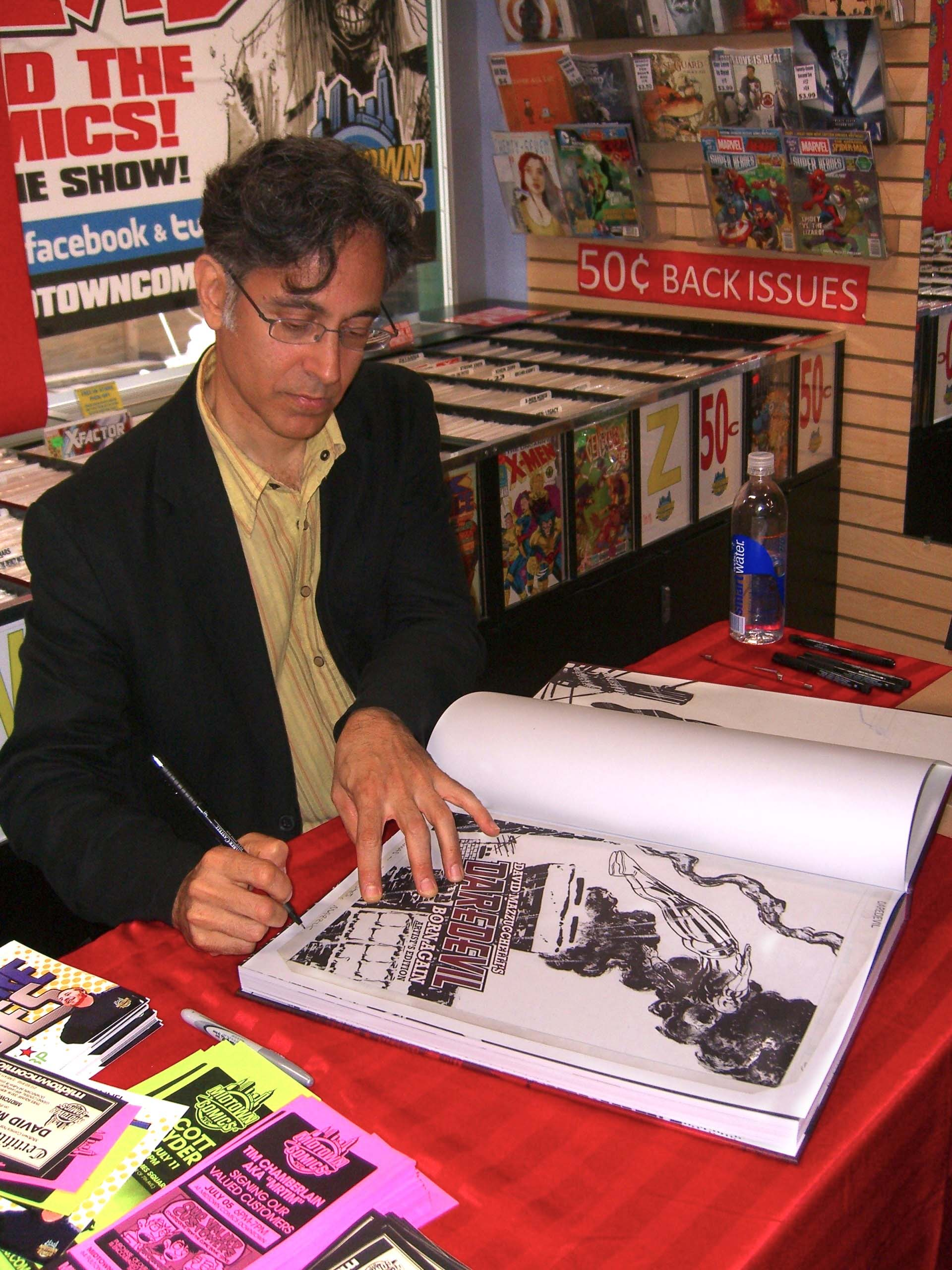
David Mazzucchelli autografa una copia della Artist's Edition di Born Again il 28 giugno 2012 al Midtown Comics di Manhattan.

Con lo scrittore fisso della storie, Denny O'Neil, che si preparava ad abbandonare la serie, l'editor di lunga data di Daredevil, Ralph Macchio, chiamò Frank Miller per sentire se fosse interessato a rimettere mano al personaggio di Devil. Miller, che col il suo primo periodo a Daredevil aveva contribuito enormemente all'ascesa del personaggio reinventandolo completamente in chiave noir, accettò a condizione di avere David Mazzucchelli come collaboratore. Contrariamente a quanto si dice, Mazzucchelli non ricalcò le matite di Miller; ma disegnò interamente la storia di suo pugno.

## Tematiche e simbolismo religioso
In Born Again è presente un forte uso di simboli cristiani, principalmente cattolici (sebbene il titolo della graphic novel evochi maggiormente un concetto di "rinascita" protestante). Anche se la storia è ambientata nel periodo natalizio, segue tematiche quasi del tutto eucaristiche.
Le prime tavole a tutta pagina dei primi quattro capitoli mostrano Matt Murdock sdraiato. Nei capitoli 2 e 3 egli si trova in posizione fetale, mentre nel capitolo 4 assume la posa del Cristo crocefisso. La "splash page" del capitolo 5 mostra il personaggio in piedi, rappresentante il Cristo che risorge. Nel capitolo 3, il suo peregrinare nelle strade di Hell's Kitchen è parallelo alla salita di Gesù al Golgota, incluse le tre cadute della Via crucis, prima di culminare nell'immagine della Pietà. Suor Maggie svolge la funzione della Vergine Maria sia qui che sulla copertina originale della graphic novel, dove si scorge una colomba (tradizionalmente nell'iconografia cristiana simbolo dello Spirito santo) posata su di lei.

## Altri media
Il regista Mark Steven Johnson espresse interesse nel dirigere un sequel del film del 2003 Daredevil, volendo portare sullo schermo la storia narrata in Devil: Rinascita. Nel giugno 2011, si diffuse la notizia che lo sceneggiatore Brad Caleb Kane si sarebbe occupato del copione della riduzione cinematografica della graphic novel. Nell'agosto 2012, la Fox rifiutò una sceneggiatura proposta dal regista Joe Carnahan per un film basato su Born Again. Il 10 ottobre 2012, i diritti cinematografici della storia sono stati acquistati dai Marvel Studios.